# 赤松範行
赤松 範行（あかまつ のりゆき）は、室町時代中期から後期にかけての武将。

## 略歴
赤松氏諸流の春日部家の出身。赤松教貞の子。幼名は千代寿丸。
康正3年（1457年）父教貞が急死し所領を継承するも長禄4年（1461年）逐電してしまい父の遺跡は叔父貞祐へ移った。その後応仁の乱などを経ながら叔父貞祐・元祐親子と所領などを巡り争った。
文明12年（1480年）9月・10月には、足利義政親子に扈従し幕府に仕えた。